# Svedberg (månkrater)
Svedberg är en nedslagskrater nära månen sydpol, nordöst om Scott-kratern och söder om Demonax-kratern. Svedberg har fått sitt namn efter den svenske kemisten Theodor Svedberg.
Kratern har en diameter på ungefär 15 km.